# Serpula
Serpula (llatí, "serp petita") és un gènere d'anèl·lids poliquets marins que pertany a la família Serpulidae, també coneguts com a cucs tubulars calcaris. Els cucs serpúlids són molt similars als cucs tubulars de la família estretament relacionada Sabellidae, excepte perquè aquests darrers tenen un opercle cartilaginós. La característica més distintiva dels Serpula és tenir una corona en forma de ventall acolorida la qual fan servir per respirar i filtrar l'aliment.

## Taxonomia
- Serpula cavernicola (Fassari & Mollica, 1991), Messina, Itàlia
- Serpula columbiana (Johnson, 1901), Puget Sound, Estat de Washington
- Serpula concharum (Langerhans, 1880), Madeira,
- Serpula crenata (Ehlers, 1908), Zanzíbar,
- Serpula granulosa (Marenzeller, 1885), Kagoshima i Enoshima, Japó
- Serpula hartmanae (Reish, 1968), illa Bikini,
- Serpula indica (Parab & Gaikwad, 1989), Índia
- Serpula israelitica (Amoureux, 1976), Haifa, Israel
- Serpula japonica (Imajima, 1979), Honshu, Japó; possiblement a les Seychelles
- Serpula jukesii (Baird, 1865),
- Serpula lobiancoi (Rioja, 1917),
- Serpula longituba (Imajima, 1979), Honshu, Japó
- Serpula maorica (Benham, 1927), Nova Zelanda
- Serpula nanhaiensis (Sun & Yang, 2001),
- Serpula narconensis (Baird, 1865), illa Narcon, Antàrtida
- Serpula oshimae (Imajima & ten Hove, 1984),
- Serpula pacifica (Uchida, 1978), Sabiura, Japó
- Serpula philippensis (McIntosh, 1885),
- Serpula planorbis (Southward, 1963),
- Serpula rubens (Straughan, 1967), Queensland, Austràlia
- Serpula sinica (Wu & Chen, 1979),
- Serpula tetratropia (Imajima & ten Hove, 1984), República de Palau i Carolines[1]
- Serpula uschakovi (Kupriyanova, 1999), illa Gilderbrandt
- Serpula vasifera (Haswell, 1885), Port Jackson, Austràlia
- Serpula vermicularis (Linnaeus, 1767), Europa occidental
- Serpula vittata (Augener, 1914), Shark Bay, Austràlia
- Serpula watsoni (Willey, 1905), Trincomalee, Sri Lanka;
- Serpula willeyi (Pillai, 1971), Sri Lanka
- Serpula zelandica (Baird, 1865),